# Yagiit
Das Mineral Yagiit ist ein sehr seltenes Ringsilikat aus der Milaritgruppe und hat die Endgliedzusammensetzung [C]Na [B]□2 [A]Mg2 [T2](Al3) [Si10Al2 O30].
Yagiit kristallisiert mit hexagonaler Symmetrie und bildet farblose Kristalle mit glasähnlichem Glanz und kann durch Spurengehalte von Eisen und Titan blass blau gefärbt sein.

## Etymologie und Geschichte
Entdeckt wurde Yagiit 1969 in Silikateinschlüssen des Colomera-Meteoriten, einem IIE-Typ Eisenmeteoriten, der 1912 in der Provinz Granada, Andalusien, Spanien gefunden worden ist. Bunch und Fuchs benannten das neue Mineral aus der Milaritgruppe nach Dr. Kenzo Yagi, Professor für Geologie an der Universität Hokkaidō in Sapporo, Japan, in Anerkennung seiner Beiträge zur Mineralogie und Petrologie.
Der nächste Eisenmeteorit, der Meteorit Tahara, in dem zwar nicht Yagiit aber ein Silikatisches Glas mit der Zusammensetzung von Yagiit gefunden wurde, schlug am 26. April 1991 in ein mit Autos beladenes Frachtschiff vor Tahara, Aichi-ken, Japan ein. Nach einem Treffer des holländischen Frachtschiffes "Malacca" 1648 war dies der zweite dokumentierte Meteoriteneinschlag auf ein Schiffsdeck und der erste, von dem Bruchstücke geborgen wurden. Eines der Crew-Mitglieder nahm das größte Bruchstück mit nach Hause und stellte es eineinhalb Jahre später für wissenschaftliche Untersuchungen zur Verfügung.
Eine weitere Erwähnung von Yagiit stammt von A. Ruzicka, M. Hutson und C. Floss, die im Jahr 2006 Yagiit in Silikateinschlüssen des unklassifizierten Sombrerete-Eisenmeteoriten nachwiesen.
Ein Aufbewahrungsort für das Typmaterial des Minerals ist nicht definiert beziehungsweise nicht dokumentiert.

## Klassifikation
In der letztmalig 1977 überarbeiteten 8. Auflage der Mineralsystematik nach Strunz gehörte der Yagiit zur Mineralklasse der „Silikate“ und dort zur Abteilung „Ringsilikate (Cyclosilikate)“, wo er gemeinsam mit Armenit, Merrihueit, Milarit, Osumilith, Roedderit und Sogdianit in der „Milaritgruppe“ mit der Systemnummer VIII/C.10 stand.
In der zuletzt 2018 überarbeiteten Lapis-Systematik nach Stefan Weiß, die formal auf der alten Systematik von Karl Hugo Strunz in der 8. Auflage basiert, erhielt das Mineral die System- und Mineralnummer VIII/E.22-070. Dies entspricht ebenfalls der Abteilung „Ringsilikate“, wo Yagiit zusammen mit Agakhanovit-(Y), Almarudit, Armenit, Berezanskit, Brannockit, Chayesit, Darapiosit, Dusmatovit, Eifelit, Emeleusit, Faizievit, Friedrichbeckeit, Klöchit, Lipuit, Merrihueit, Milarit, Oftedalit, Osumilith, Osumilith-(Mg), Poudretteit, Roedderit, Shibkovit, Sogdianit, Sugilith, Trattnerit und Yakovenchukit-(Y) die „Doppelte Sechserringe [Si12O30]12− – Milarit-Osumilith-Gruppe“ mit der Systemnummer VIII/E.22 bildet.
Die von der International Mineralogical Association (IMA) zuletzt 2009 aktualisierte 9. Auflage der Strunz’schen Mineralsystematik ordnet den Yagiit in die erweiterte Klasse der „Silikate und Germanate“, dort aber ebenfalls in die Abteilung „Ringsilikate (Cyclosilikate)“ ein. Diese ist weiter unterteilt nach der Struktur der Silikatringe, so dass das Mineral entsprechend seinem Aufbau in der Unterabteilung „[Si6O18]12−-Sechser-Doppelringe“ zu finden ist, wo es zusammen mit Almarudit, Armenit, Berezanskit, Brannockit, Chayesit, Darapiosit, Dusmatovit, Eifelit, Friedrichbeckeit, Klöchit, Merrihueit, Milarit, Oftedalit, Osumilith, Osumilith-(Mg), Poudretteit, Roedderit, Shibkovit, Sogdianit, Sugilith und Trattnerit die „Milaritgruppe“ mit der Systemnummer 9.CM.05 bildet.
Die Systematik der Minerale nach Strunz (9. Auflage) wird von „Hudson Institute of Mineralogy“ in der Mineraldatenbank „Mindat.org“ weitergeführt. Hier gehört Yagiit unverändert in die Abteilung der „Ringsilikate“ (englisch [Cyclosilicates). Diese ist weiter unterteilt nach der Zähligkeit und Multiplizität der Silikatringe und Yagiit wird in der Unterabteilung „sechser-Doppelringe“ (englisch Si6O18]2- 6-membered double rings) mit der Systemnummer 9.CM geführt, zusammen mit den zuvor aufgeführten Mineralen der Milarit-Gruppe, den neu hinzugekommenen Mineralen Aluminosugilith und Laurentthomasit sowie dem verwandten Mineral Faizievit.
In der vorwiegend im englischen Sprachraum gebräuchlichen Systematik der Minerale nach Dana hat Yagiit die System- und Mineralnummer 63.02.01a.10. Auch dies entspricht der Klasse der „Silikate“ und dort der Abteilung „Ringsilikate: Kondensierte Ringe“. Hier findet er sich innerhalb der Unterabteilung „Ringsilikate: Kondensierte, 6-gliedrige Ringe“ in der „Milarit-Osumilith-Gruppe (Milarit-Osumilith-Untergruppe)“, in der auch Brannockit, Chayesit, Darapiosit, Eifelit, Merrihueit, Osumilith, Osumilith-(Mg), Poudretteit, Sugilith, Dusmatovit, Milarit, Sogdianit, Roedderit, Berezanskit, Shibkovit, Trattnerit, Almarudit, Oftedalit, Klöchit und Friedrichbeckeit eingeordnet sind.

## Chemismus
Die empirische Zusammensetzungen von Yagiit aus den beiden bekannten Vorkommen unterscheiden sich kaum:
- [C,B](Na1,20K0,30) [A](Mg2,00) [T2](Mg0,60Fe0,34Ti0,10Al1,96) [T1](Si10,22Al1,78)O30, Colomera-Eisenmeteorit[3]
- [C,B](Na0.87 K0.39) [A](Mg1.34 Fe2+0.51 Mn0.03 Ca0.12) [T2](Mg0.84Al2.16) [T1](Si10.19 Al1.82)O30, Somberete-Eisenmeteorit[8]

In eckigen Klammern ist die Position in der Kristallstruktur angegeben.
Zur Endgliedzusammensetzung von reinem Yagiit gibt es unterschiedliche Angaben. Die Kommission für neue Minerale und Mineralklassifikation (CNMMN) der IMA hebt die gemischte Besetzung der T2-Position mit Al und Mg heraus und definiert Yagiit als Na-Al-Analog von Chayesit:
- [C]Na[A]Mg2[T2](AlMg2Si12)O30[1]

Hawthorne betont in seiner Auflistung aller Minerale der Milaritgruppe die Übereinstimmung der Besetzung der T1-Position des 6er-Doppelring-Komplexanions mit Osumilith (Si10 Al2) und definiert Yagiit als Na-Analog von Osumilith-(Mg):
- [C]Na [A]Mg2 [T2](Al3) [Si10Al2 O30][5][6]

Beide Formeln unterscheiden sich deutlich von der Zusammensetzung des Colomera-Yagiits. Dessen Zusammensetzung kann in guter Näherung als Mischung folgender Endglieder beschrieben werden:
- 50 %  [C]Na [B]□2 [A]Mg2 [T2](Al3) [Si10Al2 O30]: Yagiit nach Hawthorne, ein Osumilith-(Na,Mg)[5][6]
- 25 % [C]Na [B]□2 [A]Mg2 [T2](Al Mg2) [Si12O30]: hypothetisches Yagiit-Endglied der IMA[1]
- 25 % [C]Na [B]Na2 [A]Mg2 [T2]Mg3 [Si11Al O30]: synthetisches Endglied aus Glasur eines Scarabäus[13]

Die einzige beobachtete Variation der Zusammensetzung ist eine Zuname der Fe-Gehalte vom Kern zum Rand der Yagiitkristalle im Somberete-Meteoriten entsprechend der Substitution
- [A,T2]Mg2+ = [A,T2]Fe2+.[8]

## Kristallstruktur
Yagiit kristallisiert mit hexagonaler Symmetrie der Raumgruppe P6/mcc (Raumgruppen-Nr. 192) und 2 Formeleinheiten pro Elementarzelle. Die Gitterparameter sind
- a = 10.09(1)Å
- c = 14,29(3)Å

Die Struktur ist die von Milarit. Die Silikat-6er-Doppelringe (T1-Position) sind wie bei Osumilith gemischt besetzt mit 10 Si4+ und 2 Al3+ besetzt und die T2-Tetraederposition enthält Al3+ und geringe Mengen weiterer Kationen.
Die 12-fach koordinierte C-Position und die 9-fach koordinierte B-Position enthalten die einwertigen K- und Na-Kationen sowie Leerstellen und die oktaedrisch koordinierte A-Position ist mit Mg2+ voll besetzt.

## Bildung und Fundorte
Yagiit findet sich in Form kleinster Kristalle in der Grundmasse alkalireicher, silikatischer Schmelzeinschlüsse in Eisenmeteoriten des Types IIE. Anders als die ebenfalls in Meteoriten entdeckten Minerale der Milaritgruppe Roedderit und Merrihueit sind vom Yagiit bislang keine terrestrischen Vorkommen bekannt.
Die Typlokalität ist der Colomera-Meteorit, einem IIE-Oktaedriten aus der Provinz Granada, Andalusien, Spanien. Darin findet sich Yagiit in alkalireichen, silikatischen Einschlüssen umgeben von Nickel-Eisen. Er tritt als feinkristalline Grundmasse in den Zwischenräumen titan- und aluminiumreicher Diopsidkristalle auf, begleitet von Whitlockit, Tridymit und Plagioklas.
Im Somberete-Meteoriten, ebenfalls ein IIE-Okaedrit, tritt Yagiit in kleinen Kristallaggregaten in Silikateinschlüssen zusammen mit natriumreichen Glas, Apatit-Cl, Merrillit, Ilmenit, Orthopyroxen und Plagioklas auf.
Die IIE-Eisenmeteoriten können nach der Zusammensetzung der Silikatminerale- und Gläser (abgeschreckte Schmelzen) in 5 Gruppen aufgeteilt werden: von Typ 1 mit ursprünglichen Silikaten (Olivin, Pyroxene) bis Typ 5 mit differenzierten Phasen wie Feldspäten, Tridymit und Silizium- und Natrium- reichen Gläsern. Yagiit, ein Na-Silikat und eines der wenigen Minerale der Milaritgruppe, das kaum Kalium enthält, wurde bislang nur in IIE-Eisenmeteoriten des Typs 5 gefunden.
Dass es in solch ursprünglichen Gesteinen wie Eisenmeteoriten zur Bildung Na-betonter silikatischer Schmelzen kommt, aus denen Minerale wie Yagiit kristallisieren können, ist überraschend und wie dies geschieht, nicht abschließend geklärt. Mit den bisherigen Modellen, wie Kollision von Eisenmeteoriten mit chondritischen Steinmeteoriten oder fraktionierter Kristallisation chondritischer Schmelzen fällt es schwer, alle Eigenschaften der Silikateinschlüsse zu erklären. Ein weiteres Modell erklärt die Bildung der unterschiedlich zusammengesetzten Silikateinschlüsse der IIE-Eisenmeteorite durch Prozesse bei der Kondensation der Meteorite aus dem solaren Nebel, die je nach Temperatur zu unterschiedlichen Ausgangszusammensetzungen führen könnten. Anschließend werden sie metasomatisch zu den beobachteten Na- reichen silikatischen Gläsern verändert. Dies sind Prozesse, wie sie so nur bei Meteoriten auftreten, nicht aber auf der Erde. Sollte sich dieses Modell bestätigen, böte es auch eine Erklärung, warum Yagiit bislang nur in Meteoriten gefunden worden ist.